# Amtsgericht Heydekrug

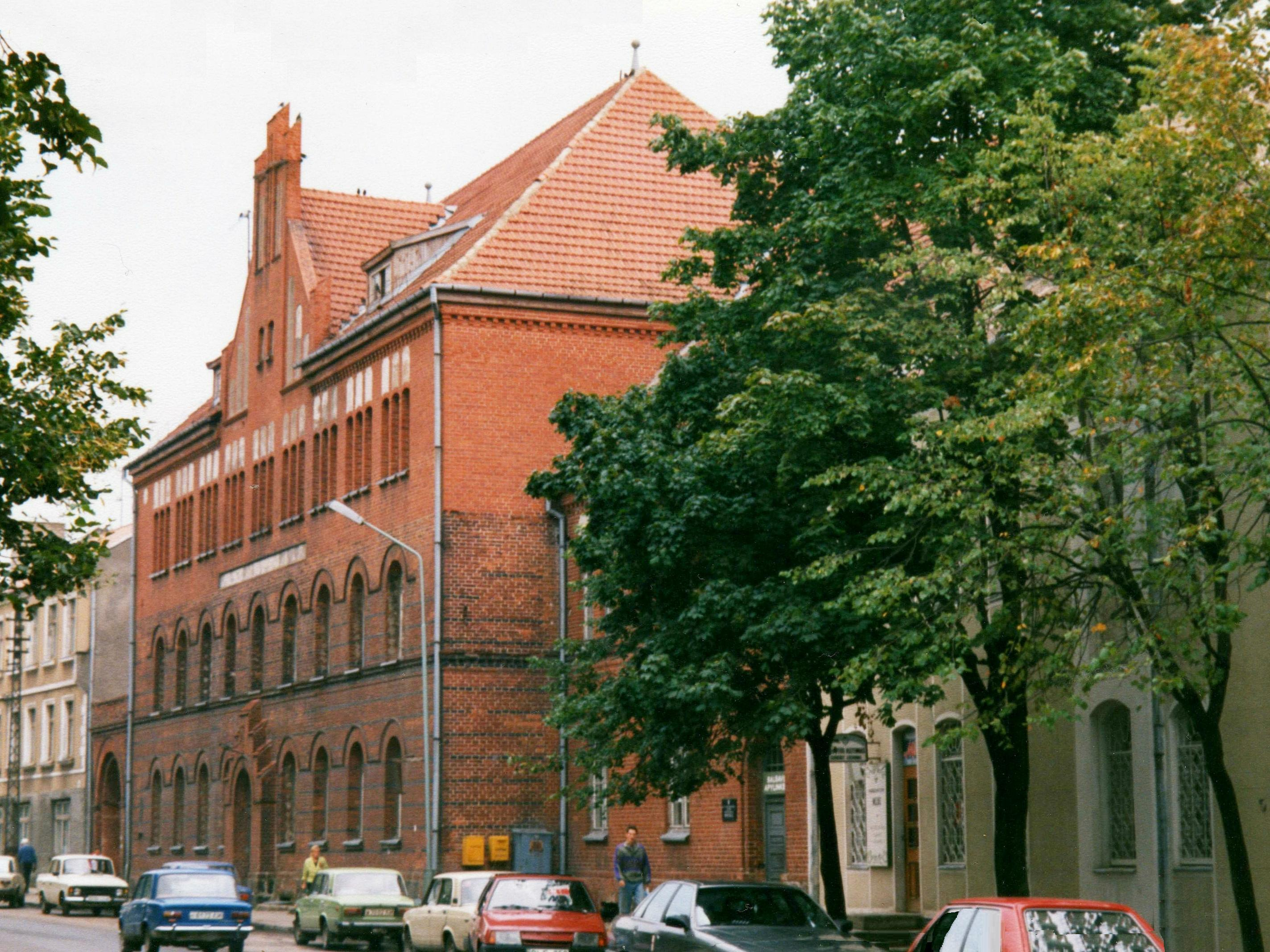
Ehem. Amtsgericht Heydekrug (1994)

Das Amtsgericht Heydekrug war ein preußisches und zeitweise memelländisches Amtsgericht mit Sitz in Heydekrug, Ostpreußen.

## Geschichte
Das königlich preußische Landgericht Heydekrug wurde mit Wirkung zum 1. Oktober 1879 als eines von neun Amtsgerichten im Bezirk des Landgerichtes Tilsit im Bezirk des Oberlandesgerichtes Königsberg gebildet. Der Sitz des Gerichtes war Heydekrug. Sein Gerichtsbezirk umfasste den Kreis Heydekrug ohne den Teil, der dem Amtsgericht Ruß zugeordnet war (dies waren die Amtsbezirke Ibenhorst, Karkeln, Kurisches Haff, Rupkalwen, Ruß, Schakuhnen, Skirwieth, Spucken, Sziesze und Wenteine). Am Gericht bestanden 1880 drei Richterstellen. Das Amtsgericht war damit ein mittelgroßes Amtsgericht im Landgerichtsbezirk. Im Jahre 1885 wurde das Landgericht Memel eingerichtet und das Amtsgericht Heydekrug, zusammen mit dem Amtsgericht Prökuls, diesem zugeordnet. Mit der Abtrennung des Memellandes 1920 wurden die Amtsgerichte im Landgerichtsbezirk Memel als memelländische Amtsgerichte weitergeführt. Siehe hierzu Gerichtsbarkeit im Memelland (1919–1945). Im Jahre 1939 wurden das Memelland wieder dem Deutschen Reich angegliedert und das Amtsgericht Heydekrug damit wieder ein deutsches Amtsgericht. 
Im Jahre 1945 wurden der Amtsgerichtsbezirk unter sowjetische Verwaltung gestellt und die deutschen Einwohner vertrieben. Damit endete auch die Geschichte des Amtsgerichtes Heydekrug.

## Amtsgerichtsgebäude
Im Jahre 1845 wurde in Heydekrug in der Prinz-Joachim-Straße 62 das Gerichtsgebäude mit Gefängnis erbaut.